# Xã Elba, Quận Knox, Illinois
Xã Elba (tiếng Anh: Elba Township) là một xã thuộc quận Knox, tiểu bang Illinois, Hoa Kỳ. Năm 2010, dân số của xã này là 291 người.